# 政务院文化教育委员会
政务院文化教育委员会（簡稱政务院文教委）是中华人民共和国中央人民政府政务院的一个部门，根据1949年9月27日中国人民政治协商会议第一届全体会议通过的《中华人民共和国中央人民政府组织法》第十八条的规定，于1949年9月设立。1954年9月，第一届全国人民代表大会第一次会议在北京召开，会议通过了《中华人民共和国宪法》和《中华人民共和国国务院组织法》，成立中华人民共和国国务院。根据国务院《关于设立、调整中央和地方国家机关及有关事项的通知》，中央人民政府政务院文化教育委员会即告结束。

## 职权
按照相关规定，政务院文化教育委员会负责指导当时的文化部、教育部、卫生部、科学院、新闻总署和出版总署的工作。
为进行工作，政务院文化教育委员会可以对这些部门和部门所属的下级机关颁发决议和命令，并审查其执行情况。

## 机构设置
政务院文化教育委员会下设办公厅及1局1处：
- 政务院文化教育委员会
  - 办公厅
  - 计划财务局
  - 人事处（1950年并入中央人民政府人事部）

此外，直属于政务院文化教育委员会领导的机构还包括：1951年设立的宗教事务处；原属于中央人民政府文化部所属的对外文化联络局1951年改由文化教育委员会直接领导；1952年8月，中央人民政府新闻总署撤销后，下属的广播事业局、新华通讯社改由文化教育委员会直接领导。

## 人员编制
根据《中华人民共和国中央人民政府组织法》的规定和中央人民政府委员会的任命，政务院文化教育委员会设主任一名（由副总理兼任）、副主任四名，委员四十六名、秘书长一名、副秘书长三名。

### 组成人员
以下主任、副主任、委员如无注明，均为1949年10月19日中央人民政府委员会第三次会议通过。秘书长、副秘书长如无注明，均为1949年12月4日中央人民政府委员会第四次会议通过：
- 主任：郭沫若（1949年10月19日至1954年9月）
- 副主任
  1. 马叙伦
  2. 陈伯达
  3. 陆定一
  4. 沈雁冰
- 委员：周扬、丁燮林、钱俊瑞、韦悫、李德全、贺诚、苏井观、李四光、陶孟和、竺可桢、胡乔木、胡愈之、徐特立、柳亚子、张东荪、费孝通、吴晗、刘清扬、潘光旦、李达、符定一、沈志远、陈此生、蒋南翔、沈兹九、谢邦定、欧阳予倩、丁玲、田汉、阳翰笙、巴金、钱三强、陈鹤琴、江恒源、李步青、艾思奇、翦伯赞、侯外庐、钱端升、曾昭森、雷洁琼、沈体兰、舒庆春（1950年4月11日至1954年9月）、曾昭抡（1950年12月26日至1954年9月）、任鸿隽（1950年12月26日至1954年9月）、叶恭绰（1950年12月26日至1954年9月）、吴有训（1951年2月20日至1954年9月）、冯乃超（1954年9月至1954年9月）
- 秘书长：胡乔木（1949年12月4日至1952年11月15日）、钱俊瑞（1953年至1954年9月）
- 副秘书长：阳翰笙、冯乃超、邵荃麟（1950年12月26日至1954年9月）、范长江（1953年至1954年9月）、刘墉如（1953年1月14日至1954年9月）